# L'Incroyable Voyage 2 : À San Francisco
Pour les articles homonymes, voir L'Incroyable Voyage.
Série
L'Incroyable Voyage
(1993)
Pour plus de détails, voir Fiche technique et Distribution.
L'Incroyable Voyage 2 : À San Francisco ou Retour au bercail 2 : Perdus à San Francisco au Québec (Homeward Bound 2: Lost in San Francisco) est un film américain réalisé par David Richard Ellis, sorti en 1996.
Il est la suite de L'Incroyable Voyage (1993).

## Synopsis
Shadow le vieux golden retriever, Chance le fougueux bouledogue américain et Sassy la délicate chatte himalayenne sont de retour. En route pour les vacances, la famille Burnford s'envole pour le Canada. Mais alors qu'ils sont transportés vers la soute à bagage de l'avion, les animaux s'échappent de l'aéroport et en cherchant en vain à regagner la maison, la joyeuse troupe s'égare dans les rues de San Francisco où ils font la connaissance de nombreux chiens errants, parmi lesquels le chef de bande Riley et la belle Delilah.
Nos trois amis, peu habitués à l'inhospitalité urbaine, se retrouvent vite confrontés aux situations les plus insolites ou les plus courageuses comme le sauvetage d’un enfant qui se retrouve prisonnier des flammes à l’intérieur de sa maison, en voulant sauver son chaton, mais aussi les plus dangereuses, comme les trafiquants d'animaux se déplaçant en fourgonnette rouge et qui veulent capturer les chiens de la ville pour des expériences en laboratoire. La route qui les ramènera chez eux sera longue, périlleuse et riche en rencontres inattendues.

## Fiche technique
Sauf indication contraire, les informations mentionnées dans cette section peuvent être confirmées par les bases de données cinématographiques IMDb et Allociné,  présentes dans la section « Liens externes ».
- Titre original : Homeward Bound 2 : Lost in San Francisco
- Titre français : L'Incroyable Voyage 2 : À San Francisco ou L'Incroyable Voyage à San Francisco
- Titre québécois : Retour au bercail 2 : Perdus à San Francisco
- Réalisation : David Richard Ellis
- Scénario : Chris Hauty et Julie Hickson, d'après les personnages du roman L'Incroyable Voyage (The Incredible Journey) de Sheila Burnford (1961)
- Musique : Bruce Broughton
- Direction artistique : Eric Fraser
- Décors : Michael S. Bolton
- Costumes : Stephanie Nolin
- Photographie : Jack Conroy
- Son : Mel Metcalfe, Terry Porter, Dean A. Zupancic
- Montage : Peter E. Berger et Michael A. Stevenson
- Production : Barry Jossen
  - Production associée : Gena Desclos et Angel Pine
  - Coproduction : Justis Greene et James Pentecost
- Sociétés de production : City Dogs Productions, présenté par Walt Disney Pictures
- Sociétés de distribution : Buena Vista Pictures Distribution (États-Unis) ; Gaumont Buena Vista International (France)
- Budget : n/a[1]
- Pays de production :  États-Unis
- Langue originale : anglais
- Format : couleur (Technicolor) — 35 mm — 1,85:1 (Panavision) — son : Dolby Digital
- Genre : aventure, comédie, romance
- Durée : 88 minutes
- Dates de sortie[2] :
  - États-Unis : 8 mars 1996
  - France : 23 octobre 1996[3],[4]
- Classification :
  - États-Unis : tous publics (G - General Audiences)
  - France : tous publics (conseillé à partir de 6 ans)[5],[6]

## Distribution et doublage

### Distribution et voix originales
- Michael J. Fox : Chance (voix)
- Sally Field : Sassy (voix)
- Ralph Waite : Shadow (voix)
- Al Michaels : Sparky Michaels (voix)
- Tommy Lasorda : Lucky Lasorda (voix)
- Bob Uecker : Trixie Uecker (voix)
- Tress MacNeille : French Poodle (voix)
- Jon Polito : Ashcan (voix)
- Adam Goldberg : Pete (voix)
- Sinbad : Riley (voix)
- Carla Gugino : Delilah (voix)
- Tisha Campbell-Martin : Sledge (voix)
- Stephen Tobolowsky : Bando (voix)
- Ross Malinger : Spike (voix)
- Michael Bell : Stokey (voix)

et
- Robert Hays (VF : Éric Legrand ; VQ : Mario Desmarais) : Bob Seaver
- Kim Greist (VF : Danièle Douet) : Laura Seaver-Burnford
- Benj Thall (VF : Alexis Tomassian) : Peter Burnford
- Veronica Lauren (VF : Chloé Berthier ; VQ : Élizabeth Lesieur) : Hope Burnford
- Kevin Chevalia (VF : Julien Bouanich) : Jamy Burnford
- Max Perlich (VQ : Jacques Brouillet) : Ralph
- Michael Rispoli (VQ : Éric Gaudry) : Jack

### Voix françaises
- Éric Métayer : Chance
- Claire Guyot : Sassy
- Saïd Amadis : Shadow
- Francis Lax : Ashcan
- Henri Guybet : Pete
- Daniel Beretta : Riley
- Joëlle Guigui : Delilah
- Michel Mella : Stockey

### Voix québécoises
- Olivier Visentin : Chance
- Claudine Chatel : Sassy
- Jean Brousseau : Shadow
- Yves Massicotte : Lucky Lasorta
- Jean-Marie Moncelet : Ashcan
- Bernard Fortin : Pete
- Daniel Picard : Riley
- Élise Bertrand : Delilah
- Johanne Léveillé : Sledge
- François Sasseville : Blando
- Flora Balzano : Spike

## Sorties cinéma
Sauf mention contraire, les informations suivantes sont issues de l'IMDb
- États-Unis : 8 mars 1996
- Australie : 27 juin 1996
- Brésil : 26 juillet 1996
- Suède : 13 septembre 1996
- Norvège : 20 septembre 1996
- Afrique du Sud : 20 septembre 1996
- Danemark : 4 octobre 1996
- France : 23 octobre 1996[3],[4]
- Argentine : 19 décembre 1996
- Italie : 24 janvier 1997
- Allemagne : 30 janvier 1997
- Royaume-Uni : 21 mars 1997
- Canada : 10 octobre 1997
- Russie : 20 novembre 1997

## Sorties vidéos
Sauf mention contraire, les informations suivantes sont issues de l'IMDb
- Royaume-Uni : 18 novembre 1996
- Portugal : 1er janvier 1997
- Hongrie : 30 janvier 1997
- Japon : 21 février 1997
- Finlande : 22 novembre 1998 (DVD)
- En France, le film L'Incroyable Voyage est sorti en DVD le 25 novembre 1998[7] et ressorti en DVD le 21 mai 2003[8].

## Sortie et Accueil

### Box-office
Sauf mention contraire, les informations suivantes sont issues de Box Office Mojo
- Recettes du 1er week-end aux États-Unis : 8 605 649 $ (USD) (du 8 mars 1996 au 10 mars 1996)
- Recettes aux États-Unis : 32 772 492 $ (USD)[10]

## Nominations
Source : Internet Movie Database
- The Stinkers Bad Movie Awards 1996 : la suite que personne ne réclamait
- Kids' Choice Awards 1997 :
  - Animal mignon préféré
  - Animal mignon préféré

## Autour du film
- De nombreuses scènes du film furent tournées à San Francisco, celles-ci incluant un plan tourné sur le pont de San Francisco, le Golden Gate Bridge, des panoramas de la ville depuis la Coit Tower mais également des scènes dans des parcs de la ville ainsi que dans Chinatown le quartier chinois, et son marché aux poissons.